# Liste von Dateinamenserweiterungen/B
In dieser Liste sind übliche Dateinamenserweiterungen aufgelistet, die in einigen Betriebssystemen zur Unterscheidung von Dateiformaten verwendet werden. In anderen Betriebssystemen erfolgt die Dateitypenidentifikation hauptsächlich über den Dateivorspann und bei E-Mail-Anhängen hat der MIME-Type eine größere Bedeutung als die Dateinamenserweiterung. Systeme, die nach den beiden letztgenannten Vorgehensweisen verfahren, ignorieren die Erweiterung meist vollständig.
| Dateinamenserweiterung | MIME-Typ | Vollständiger Name                                                                     | Bemerkungen, Verwendung |
| ---------------------- | --- | -------------------------------------------------------------------------------------- | --- |
| .b                     | | Applause Batch list                                                                    | – |
| .b                     | | Spielstand                                                                             | Gesicherter Spielstand von GTA III – GTA Vice City – GTA San Andreas                                                           |
| .b&w, .b_w             | | Black & White                                                                          | 1st Reader-, Atari- und Macintosh-Monochrombitmaps                                                                             |
| .b1n                   | | –                                                                                      | 1st Reader-Monochrom-, Farbbitmaps                                                                                             |
| .b30                   | | printer font                                                                           | ABC Ventura Publisher-Druckerschriftart                                                                                        |
| .b4                    | | Helix Nuts and Bolts                                                                   | – |
| .b5t                   | | Blind Write 5                                                                          | – |
| .b64                   | | Base64-Datei                                                                           | Komprimierte(?) Base64-Archivdatei                                                                                             |
| .b8                    | | Raw graphic                                                                            | Piclab Plane II-Bilddatei |
| .bacpac                | | Backup Package                                                                         | Artefakt zum Export des Schemas und der Daten einer Datenbank aus Microsoft SQL Server                                         |
| .bad                   | | Oracle bad                                                                             | – |
| .bad                   | | –                                                                                      | Sicherungsdatei von „scanreg \fix“ unter Windows                                                                               |
| .bag                   | | BAG-Archiv                                                                             | Komprimiertes Dateiarchiv |
| .bak                   | | Backup-Datei                                                                           | Sicherheitskopie („Backup“) einer Datei                                                                                        |
| .bal                   | | Ballade Music score                                                                    | |
| .bank                  | | Musikdateien, die z. B. in Spielen wie Ghost Recon Advanced Warfighter benutzt werden. | VLC Media Player |
| .bar                   | | Horizontal menu object                                                                 | DBASE Application Generator |
| .bas                   | | Basic (Source code)                                                                    | BASIC-Quellcodedatei |
| .bat                   | | Batch                                                                                  | Stapelverarbeitungsdatei |
| .bb                    | | Papyrus Database backup                                                                | – |
| .bb                    | | Blitz Basic                                                                            | Blitz-Basic-Quellcode |
| .bbl                   | | Bibliographic reference                                                                | TeX / BibTeX |
| .bbm                   | | Deluxe Paint Bitmap image                                                              | Bilddateien |
| .bbs                   | | Bulletin Board System text                                                             | – |
| .bc!                   | | Bittorrent-Client-Datei                                                                | Unvollständige Bitlord-Datei (BitTorrent-Client)                                                                               |
| .bch                   | | Batch Process Object                                                                   | DBASE Application Generator |
| .bch                   | | Daten-Datei                                                                            | Datalex Entry Point 90 |
| .bcm                   | | Communications file                                                                    | Microsoft Works |
| .bco                   | | Bitstream Outline font description                                                     | – |
| .bcp                   | | Makefile                                                                               | Borland C++ (Borland C Plusplus)                                                                                               |
| .bcw                   | | Environment settings                                                                   | Borland C++ 4.5 |
| .bdb                   | | Datenbank                                                                              | Microsoft Works |
| .bdf                   | | Egret Datafile                                                                         | – |
| .bdf                   | | West Point Bridge Designer File                                                        | – |
| .bdf                   | | Birthday File                                                                          | birthday reminder |
| .bdf                   | | Binary Diff File                                                                       | Binary Diff (Atari) |
| .bdl                   | | Bundle Datei (2D- und 3D-CAD-Zeichnung)                                                | CoCreate CAD |
| .bdm                   | | Indexdatei, die Informationen über ein Video (AVCHD) enthält                           | Sony Kameras |
| .bdr                   | | Border                                                                                 | Microsoft Publisher |
| .bdsproj               | | Borland Developer Studio Projekt                                                       | Verwendet von Borland Developer Studio bis 2006                                                                                |
| .bez                   | | Bitstream Outline font description                                                     | – |
| .bf                    | | Brainfuck                                                                              | Brainfuck, eine Esoterische Programmiersprache                                                                                 |
| .bf2                   | | Bradford 2 Font                                                                        | – |
| .bfc                   | | Microsoft Windows 95 Briefcase Document                                                | Aktenkoffer-Dokument |
| .bfe                   | | Blowfish encrypted                                                                     | Vom Verschlüsselungsprogramm Bcrypt                                                                                            |
| .bfm                   | | Font Metrics file                                                                      | Unix/Mainframe |
| .bfs                   | | FlatOut 2 bfs file                                                                     | enthält Spieldateien von FlatOut 2                                                                                             |
| .bfx                   | | Fax document file                                                                      | BitFax |
| .bg                    | | Microsoft Backgammon Game                                                              | – |
| .bga                   | | OS/2 Graphic array                                                                     | – |
| .bgi                   | | Borland Graphics Interface Driver                                                      | Treiber für Turbo C, Turbo Pascal und einige andere Borland-Sprachen                                                           |
| .bgl                   | | Microsoft Flight Simulator Scenery                                                     | – |
| .bh                    | | Blackhole                                                                              | komprimierte Datei |
| .bhf                   | | pcAnywhere Host Datei                                                                  | – |
| .bhx                   | | WinZip file                                                                            | WinZip-Datei |
| .bi                    | | binary                                                                                 | Binärdatei |
| .bi                    | | Basic Include file                                                                     | Visual Basic Classic für DOS                                                                                                   |
| .bib                   | | Bibliography Datei                                                                     | ASCII |
| .bib                   | | –                                                                                      | Datenbank |
| .bib                   | | Literatur-Datenbank (Bibliografie)                                                     | TeX, BibTeX |
| .bif                   | | GroupWise initialization file                                                          | – |
| .bif                   | | Binary Image b&w graphic                                                               | Image Capture Board |
| .biff                  | | XLITE 3D-Datei                                                                         | – |
| .bik                   | | bink video                                                                             | Bink Video File |
| .bin                   | application/mac-binary, application/macbinary, application/octet-stream, application/x-binary, application/x-macbinary, | binary (file)                                                                          | Binärdatei, verschiedene Nutzungen (z. B. Abbilder mit CD-Inhalten oder Firmware-Updates)                                      |
| .bio                   | | OS/2 Bios-Datei                                                                        | – |
| .bit                   | | X11 Bitmap                                                                             | Bilddateien; Startbilder für den Lyra-MP3-Player                                                                               |
| .bk                    | | Backup                                                                                 | Sicherheitskopie einer Datei                                                                                                   |
| .bk                    | | JetFax Faxbook-Datei                                                                   | – |
| .bk!                   | | Document backup                                                                        | WordPerfect für Windows |
| .bk$                   | | Backup                                                                                 | Sicherheitskopie einer Datei                                                                                                   |
| .bk1, …, .bk9          | | Document backup                                                                        | WordPerfect für Windows: Backup für Fenster 1…9                                                                                |
| .bkf                   | | Backup format                                                                          | Das Windows-eigene Backupprogramm NTBackup                                                                                     |
| .bkp                   | | Backup                                                                                 | Turbo Vision Dialog Designer                                                                                                   |
| .bks                   | | bookshelf-Datei                                                                        | IBM BookManager Read |
| .bks                   | | Spreadsheet Backup                                                                     | Microsoft Works |
| .bkw                   | | FontEdit Fontset mirror image                                                          | – |
| .blb                   | | Resource archive                                                                       | DreamWorks, Neverhood |
| .bld                   | | BASIC Bloadable picture                                                                | – |
| .blend                 | | Blender3D                                                                              | Blender3D-Datei |
| .blend1, .blend2, ...  | | –                                                                                      | Blender3D-Backup-Dateien (Sicherungsversionen)                                                                                 |
| .blib                  | | WorkBench++ für C-Control I                                                            | Bibliotheksdatei |
| .blk                   | | Alias Wavefront Image                                                                  | – |
| .blk                   | | –                                                                                      | Amiga IFF |
| .blk                   | | Temporäre Datei                                                                        | WordPerfect für Windows |
| .bluej                 | | BLUEJ-Datei                                                                            | BlueJ Paket |
| .bm                    | image/bmp | Bitmap                                                                                 | X11 Bitmap |
| .bm1                   | | Apogee BioMenace data                                                                  | – |
| .bmf                   | | Corel Gallery file                                                                     | – |
| .bmk                   | | Windows Help bookmark                                                                  | Lesezeichen zu Windows-Hilfedateien (.hlp)                                                                                     |
| .bmp                   | image/bmp, image/x-windows-bmp                                                                                          | Bitmap                                                                                 | Alpha Microsystems Bitmap (Bilddatei)                                                                                          |
| .bmp                   | image/bmp, image/x-windows-bmp                                                                                          | Bitmap                                                                                 | OS2 Bitmap (Bilddatei) |
| .bmp                   | image/bmp, image/x-windows-bmp                                                                                          | Bitmap                                                                                 | Windows Bitmap (Bilddatei) |
| .bmt                   | | Ami Pro Button                                                                         | – |
| .bmx                   | | –                                                                                      | Animationen (Siemens) |
| .bmx                   | | BlitzMax                                                                               | BlitzMax-Quellcode |
| .bn                    | | Instrument Bank file                                                                   | AdLib |
| .bnk                   | | Instrument Bank file                                                                   | AdLib |
| .bnk                   | | Sound effects bank file                                                                | Electronic Arts |
| .bnp                   | | backup für inp-Dateien                                                                 | Hilfsdatei für Sony Kameras |
| .bol                   | | Compressed archive library                                                             | Microsoft Booasm.arc |
| .bom                   | | Bill of materials                                                                      | OrCAD Schematic Capture, auch andere EDA-Programme                                                                             |
| .bom                   | | Bill of materials                                                                      | Apple Installer |
| .boo                   | application/book | Compressed archive                                                                     | Microsoft Booasm.arc |
| .book                  | application/book | Book                                                                                   | Adobe FrameMaker |
| .bos                   | | Optimized Binary File                                                                  | Microsoft Robotis Studio |
| .box                   | | Lotus Notes Datei                                                                      | – |
| .bpc                   | | Business Plan Toolkit Chart                                                            | – |
| .bpl                   | | Borland Delphi 4 packed library                                                        | – |
| .bpl                   | | Business Navigator Datei                                                               | Businessplan Software |
| .bpr                   | | Backup Project                                                                         | Projektdatei des File-Backup-Programmes TrayBackup                                                                             |
| .bpr                   | | Borland Projekt-Datei                                                                  | – |
| .bpp                   | | WorkBench++ für C-Control I                                                            | Projektdatei |
| .bps                   | | Microsoft Works Document                                                               | – |
| .bpt                   | | CorelDraw Bitmap fills file                                                            | – |
| .bpx                   | | Truevision Targa Bitmap                                                                | Bilddatei |
| .bqy                   | | BrioQuery-Datei                                                                        | – |
| .br                    | | Bridge Script                                                                          | – |
| .brd                   | | Board                                                                                  | Cadence Allegro PCB Layout-Datei                                                                                               |
| .brd                   | | Board                                                                                  | Eagle Layout-Datei |
| .brk                   | | Brooktrout Fax-Mail-Datei                                                              | – |
| .brush                 | | DPaint Grafikdatei                                                                     | Pinselinformation |
| .brw                   | | –                                                                                      | Einsatz in Kreditinstituten |
| .brx                   | | –                                                                                      | Datei zum Durchsuchen von Multimedia-Konfigurationen                                                                           |
| .brz                   | | DbBRZ                                                                                  | Datenbankbackup |
| .bs_                   | | Find Menu shell extension                                                              | Microsoft Bookshelf |
| .bs1                   | | Apogee Blake Stone file                                                                | – |
| .bsa                   | | BSARC Compressed archive                                                               | Komprimiertes Dateiarchiv |
| .bsb                   | | –                                                                                      | Komprimiertes Kartenformat von MapTech und NOAA benützt                                                                        |
| .bsc                   | | Apple II Compressed archive                                                            | Komprimiertes Dateiarchiv |
| .bsc                   | | Fortran Pwbrmake Object                                                                | – |
| .bsc                   | | browser information                                                                    | MS Developer Studio |
| .bsp                   | | Quake-Engine Map file                                                                  | QRadiant / Valve Hammer Editor                                                                                                 |
| .bst                   | | BiblioTex file                                                                         | BiblioTex bibliography file for TeX                                                                                            |
| .btm                   | | (nicht selbstmodifizierende) Batch-Datei (Batch-to-Memory)                             | JP Software 4DOS, 4OS, 4NT, Take Command, TC, auch Norton Utilities etc., kompatibel mit .bat, nur schneller in der Ausführung |
| .btn                   | | Makeover Button File                                                                   | – |
| .btr                   | | Btrieve-Datenbank                                                                      | Btrieve 5.1 |
| .bud                   | | Backup disk for Quicken                                                                | – |
| .bug                   | | –                                                                                      | Datei für Bugs und Probleme |
| .bun                   | | CakeWalk Audio Bundle                                                                  | MIDI-Programm |
| .bup                   | | Backup                                                                                 | – |
| .but                   | | Button definition                                                                      | – |
| .buy                   | | –                                                                                      | Film-Datei |
| .bv1, …, .bv9          | | –                                                                                      | WordPerfect für Windows: Überlaufdatei für Dokument 1…9                                                                        |
| .bw                    | | SGI Black and White image                                                              | Bilddateien (auch Farbinformationen möglich)                                                                                   |
| .bwb                   | | Spreadsheet application                                                                | Visual Baler |
| .bwi                   | | BlindWrite Image                                                                       | Rohdatenimage erstellt mit BlindWrite                                                                                          |
| .bwr                   | | Kermit Beware buglist                                                                  | – |
| .bws                   | | Sub-Code BlindWrite                                                                    | Konfigurationsfile für BlindWrite-Image                                                                                        |
| .bwt                   | | Blindread Image                                                                        | CD-Image erstellt mit Blindread                                                                                                |
| .bwv                   | | Business Wave-Datei                                                                    | – |
| .byu                   | | BYU Movie                                                                              | – |
| .bz                    | application/x-bzip | bzip                                                                                   | komprimierte Datei (Unix) |
| .bz2                   | application/x-bzip2 | Bzip2                                                                                  | komprimierte Datei |